# Lobelia calochlamys
Lobelia calochlamys är en klockväxtart som först beskrevs av John Donnell Smith, och fick sitt nu gällande namn av Robert Lynch Wilbur. Lobelia calochlamys ingår i släktet lobelior, och familjen klockväxter.
Artens utbredningsområde är Guatemala. Inga underarter finns listade i Catalogue of Life.